# Эванс, Мэдж
Маргери́та Э́ванс (англ. Margherita Evans; 1 июля 1909, Манхэттен, США — 26 апреля 1981, Окленд, Нью-Джерси), более известная как Мэдж Эванс (Madge Evans) — американская актриса.

## Биография
Маргерита (Мэдж) Эванс родилась 1 июля 1909 года в Нью-Йорке.
Детство Мэдж проходило на съёмочных площадках. В двухлетнем возрасте она появилась в рекламе мыла Fairy Soap. В 1914 году, в возрасте четырёх лет она снялась в своём первом фильме — «Крестное знамение». В период с 1914 по 1921 год маленькая мисс Эванс снялась в тридцати шести фильмах. Сценарии некоторых фильмом были написаны специально для неё. В их числе «Маленькая герцогиня», «Приключения Кэрол», «Требуется: мать». В фильме «Материнство» с Элис Брейди в главной роли Мэдж сыграла малышку Констанс. В семь лет девочка уже срывала овации публики. Но роли становились всё более ограниченными, и Мэдж Эванс на время покинула кино.
В восьмилетнем возрасте Мэдж Эванс появилась в 1917 году на бродвейской сцене в пьесе «Питер Иббетсон».
В 1926 году семнадцатилетняя Мэдж Эванс испробовала свои силы в театре в амплуа инженю в комедии «Daisy Mayme» по сценарию Джорджа Келли. Затем последовали роли в постановках «Маркиз», где её партнёрами по сцене стали Артур Байрон и Билли Берк, жена бродвейского импресарио Зигфельда, и «Our Betters» с Иной Клер.
В 1927 Эванс вернулась в Голливуд и подписала контракт с «Metro-Goldwyn-Mayer». В 1930 году снялась в нескольких короткометражках. И лишь затем ей доверили главную роль в фильме «Сын Индии». Главную мужскую роль в нём исполнил Рамон Новарро. В следующем фильме «Sporting Blood», рассказывающем об опасностях нечестных ставок на скачках, её партнёром стал Кларк Гейбл. В начале 1931 года Эванс три месяца играла на сцене театра «Biltmore Theatre». Она была задействована в роли Синтии в комедии «Philip Goes Forth».
Среди работ актрисы в кино того периода выделяются её роли Энн в драме «Запад Бродвея», Клер Бидвелл в комедии «Сделано на Бродвее» и Джоан Стендиш в военной мелодраме «Ад ниже».
В мюзикле «Пенни с неба» (1936) Мэдж Эванс снимается вместе со звёздами джаза Бингом Кросби и Луи Армстронгом. В фильме с утончённым юмором показана социальная драма: заключённый, приговорённый к смертной казни, просит своего сокамерника, выходящего на свободу, позаботиться о дочери, убитого им человека. Эванс сыграла работницу социальной службы, которая должна определить ребёнка в новую семью.
Партнёрами Эванс на съёмочной площадке в разное время были Джон Гилберт, Джеймс Кэгни, Спенсер Трейси, Фред Макмюррей.
В кино актриса снималась до 1938 года. Последними её фильмами на большом экране стали «Грешники в раю» и «Army Girl». В июле 1939 года Мэдж Эванс вышла замуж и оставила кинематограф. В 1940-х годах она вернулась к работе, но уже на телевидении, отклоняя многочисленные предложения голливудских режиссёров.

### Личная жизнь
В Голливуде ходило много слухов относительно романов Эванс с Хэмфри Богартом, Кларком Гейблом и Рамоном Новарро, несмотря на гомосексуальность последнего.
Но 25 июля 1939 года Мэдж Эванс вышла замуж за Сидни Кингсли, известного голливудского сценариста, написавшего сценарий к фильму Уайлера «Тупик».
Пара приобрела 50 акров в Нью-Джерси и уединилась в этом имении. Кингсли продолжал работу над сценариями, а Мэдж изредка снималась на телевидении. Супруги счастливо прожили вместе почти сорок два года.
Мэдж Эванс умерла в своём доме в городе Окленд, штат Нью-Джерси, 26 апреля 1981 года от рака.

## Награды
В 1960 году за вклад в развитие киноискусства Мэдж Эванс удостоилась звезды на голливудской «Аллее славы».

## Избранная фильмография
- Главная Рука (1915) — девочка Джин
- Семь сестёр (1915) — Клара
- Мужчина, который нашел себя (1915) — ребёнок
- Игрушка дьявола (1916) — Бетти
- Внезапное богатство (1916) — маленькая Эмили
- Муж и жена (1916) — Бесси
- Восстание (1916) — Нанни Стивенс
- Семнадцать (1916) — Джейн Бакстер
- Маленькая герцогиня (1917) — Джеральдин Кармайкл
- Грабитель (1917) — Эдит
- Приключения Кэрол (1917) — Кэрол Монтгомери
- Соседи (1918) — Кларисса Ли
- Ворота Радости (1918) — Бет Лидс
- Золотая стена (1918) — Мадж Лэтруп
- Хайди (1920) — Хайди
- Одноклассники (1924) — Сильвия
- Сын Индии (1931) — Дженис Дарси
- Запад Бродвея (1931) — Энн
- Отважные возлюбленные (1932) — Мэри Блейн
- Ты слышишь? (1932) — Лаура О’Нил
- Сделано на Бродвее (1933) — Клер Бидвелл
- Мэр ада (1933) — Дороти
- Обед в восемь (1933) — Пола Джордан
- Красота на продажу (1933) — Летти Лоусон
- Бродвей в Голливуде (1933) — Энн Эйнсли
- Что знает каждая женщина (1934) — леди Сибил Тентерден
- Дэвид Копперфильд (1935) — Агнес
- Неосмотрительный возраст (1935) — Максин Беннет
- Мужчины без имён (1935) — Хелен Шервуд
- Туннель (1935) — Рут МакАлан
- Пенни с неба (1936) — Сюзан Спрак
- Шпионаж (1937) — Патрисия Бут
- Тринадцатый стул (1937) — Хелен О’Нил
- Грешники в раю (1938) —  Энн Висон